# Erich Probst
Erich Probst (5. prosince 1927 Vídeň – 16. března 1988 Vídeň) byl rakouský fotbalista.
Hrál na postu útočníka, nejdéle za SK Rapid Vídeň. Hrál na MS 1954.

## Hráčská kariéra
Erich Probst hrál na postu útočníka za SK Admira Wien, First Vienna, SK Rapid Vídeň, Wuppertaler SV, FC Zürich, SV Austria Salzburg a Salzburger AK 1914.
Za Rakousko hrál 19 zápasů a dal 17 gólů. Hrál na MS 1954, kde dal 6 gólů a získal bronz.

## Úspěchy

### Klub
Rapid
- Rakouská liga (4): 1951, 1952, 1954, 1956
- Středoevropský pohár (1): 1951

### Reprezentace
Rakousko
- 3. místo na mistrovství světa: 1954